# Eli, der Fanatiker

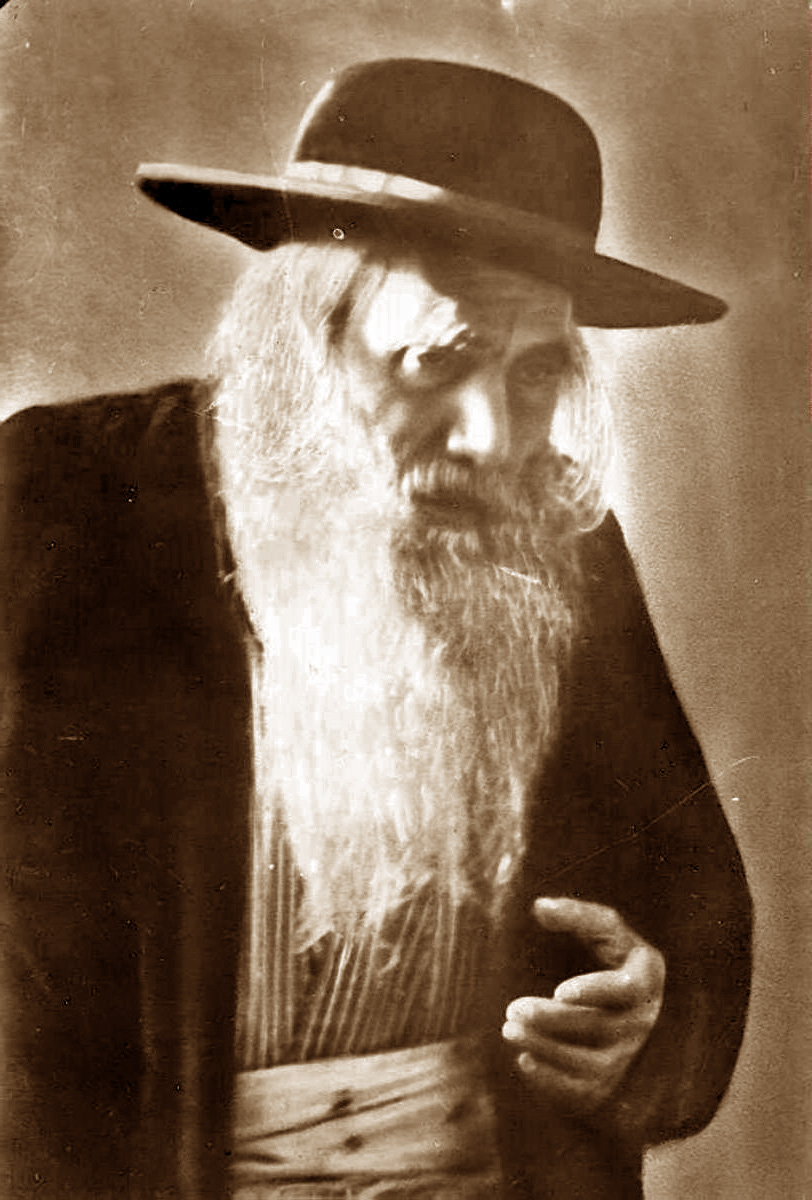
Foto eines orthodox-askenasischen Rabbi

Eli, the Fanatic (deutsch Eli, der Fanatiker) ist eine Kurzgeschichte des jüdisch-amerikanischen Schriftstellers Philip Roth, die nach der Erstveröffentlichung 1959 in der Monatszeitschrift Commentary zusammen mit einem Kurzroman und vier weiteren Erzählungen im selben Jahr in den Sammelband Goodbye, Columbus and Five Short Stories im Bostoner Houghton Mifflin Verlag 1959 aufgenommen wurde.
Die deutsche Erstausgabe erschien 1962 in der Übersetzung von Herta Haas unter dem Titel Eli, der Fanatiker in der Sammlung Goodbye, Columbus. Ein Kurzroman und fünf Stories im Rowohlt Verlag, Reinbek bei Hamburg.

## Inhaltsangabe

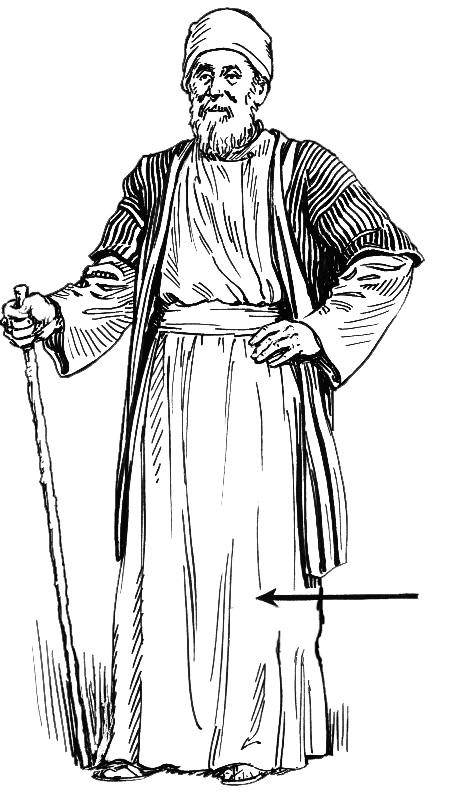
Zeichnung eines Kaftan-Gewandes

Diese Kurzgeschichte Roths spielt 1949 in der jüdischen Vorortgemeinde von Woodenton, 30 Meilen außerhalb von New York City, wo es den Juden in der Zeit nach dem Holocaust seit Kriegsende erlaubt ist, Grundbesitz zu erwerben. In dem Gefühl, endlich sicher zu leben und sich nicht mehr wie in der Alten Welt verfolgt zu wissen, sind die jüdischen Bürger von Woodenton in die amerikanische Gesellschaft assimiliert und haben ihre auffallendsten jüdischen bzw. chassidischen Traditionen und Gepflogenheiten aufgegeben, um in gutem Einvernehmen „als Freunde und Nachbarn mit den Christen zu leben“.
Man glaubt sogar, die Juden wären nicht verfolgt worden, wenn sie sich der jeweiligen Gesellschaft angepasst hätten, in der sie sich niederließen.
Der Frieden der jüdischen Bürger von Woodenton wird jedoch gestört, als der aus Osteuropa stammende Tzuref, ein orthodoxer Rabbi, als D.P. („Displaced Person“) ein Anwesen am Rande der Stadt erwirbt und eine streng orthodox-talmudische Schule gründet. Tzuref und seine Zöglinge sind Überlebende des Holocaust. Ein besonderes Ärgernis für die assimilierten jüdischen Bürger von Woodenton stellt dabei das Faktotum der Schule dar, das in Kaftan und riesigem breitrandigen schwarzen Talmudhut, d. h. in der Tracht der askenasischen Juden gekleidet, in der Stadt erscheint, um in den Geschäften die Einkäufe für die Schule zu erledigen.
Die Titelfigur Eli Peck, ein junger Rechtsanwalt, wird daraufhin von seinen jüdischen Mitbürgern beauftragt, Tzuref aufzufordern, seine Talmudschule in eine andere Stadt oder zumindest ein anderes Viertel zu verlegen, da das von ihm und seinen Schülern genutzte Gebäude sich in einem als reines Wohnviertel ausgewiesenen Viertel von Woodenton befindet. Man befürchtet, das auffällige Zur-Schau-Stellen des Andersseins würde die mühselig erworbene Anerkennung der jüdischen Gemeinde in Woodenton gefährden.
Dem Protagonisten Eli Peck gelingt es jedoch weder durch persönliche Gespräche noch durch Briefe, den Widerstand Tzurefs gegen eine Verlegung seiner Jeshiva zu brechen. Allerdings kann Eli den Hausdiener überreden, statt des schwarzen Kaftan-Gewandes einen Tweedanzug und neue Schuhe aus seinem eigenen Bestand zu tragen. Eli glaubt, damit das Ansehen der jüdischen Bewohner der Stadt wahren zu können.
Als Gegengabe findet Peck zu seiner Überraschung vor seiner Haustür ein Paket mit den abgelegten schwarzen Kleidungsstücken des Faktotums. Er kann der Versuchung nicht widerstehen, sie anzuziehen und sich in dieser (Ver-)Kleidung in den Straßen der Stadt und schließlich sogar vor seiner Frau und ihrem soeben geborenen Sohn in der Klinik zu zeigen.
Als Eli in den abgetragenen Kleidern des Faktotums diesem in der Stadt begegnet, glaubt er, sich in zwei Personen in zwei Anzügen aufgeteilt wiederzusehen. Die Bewohner der Stadt, die Eli in dem abgelegten Gewand des Hausdieners sehen, erklären ihn für verrückt. Auch Elis Frau glaubt bei seinem Besuch in der Klinik, er habe den Verstand verloren.
Einem seiner jüdischen Bekannten gelingt es während des Klinikbesuchs, Eli eine Beruhigungsspritze zu verabreichen. Die Erzählung endet mit dem Schlusssatz: „Die Droge beruhigte seine Seele, doch sie gelangte nicht in jene Tiefe, bis zu der Schwärze gedrungen war.“ Diese ironische und zugleich komische Schlusspointe lässt damit die weitere Fortsetzung des Handlungsverlaufs völlig offen.

## Interpretationsansatz
Eli, der Fanatiker variiert in vielfältiger Weise die Thematik des jüdischen Identitätsbewusstseins in der Konfrontation des angepassten Judens Eli mit dem die Vergangenheit seines Volkes repräsentierenden Tzuref, die zur Erkenntnis des Identitätsverlustes des Protagonisten führt und einen – zumindest scheinbaren – endgültigen Identitätsverlust der Titelfigur im Wahnsinn zur Folge hat. Die Komik, mit der das Geschehen dargestellt wird, steigert sich in der Schlusspointe der Erzählung schließlich ins Groteske.
Die Gegensätzlichkeit zwischen dem Heimatlosen und dem Ansässigen erscheint jedoch nicht allein als tragende Strukturform der Erzählung, in der der Fremde eine interessante Kontrastfigur bildet, sondern wird in dieser Kurzgeschichte Roths ebenso zum Widerspruch, der seinerseits wiederum Widerspruch auslöst, wobei Begriffe und Vorstellungen in wachsendem Maße miteinander unvereinbar werden.
Die Figur des Fremden in Gestalt des orthodoxen Tzuref wird in der Anfangspassage unvermittelt eingeführt, als sei dieser aus einer anderen fernen Welt in die ihm fremde oder unbekannte amerikanische Umwelt gelangt, ohne irgendwelche Bindungen oder Verbindungen zu der neuen Umgebung zu haben. Seine Anwesenheit als Außenstehender, Eindringling oder outsider bewirkt gleichsam katalytisch, dass die assimilierten jüdischen Bewohner Woodentons sich ihrer Vorstellungen und ihrer Situation bewusst werden und zugleich ihre Überzeugungen wie auch ihre Vorurteile und die ihnen zugrunde liegenden Stereotype artikulieren. Schlagartig wird auf diese Weise mit der Unverbindlichkeit der von ihnen naiv übernommenen Normen und Lebensformen zugleich der Preis deutlich, den sie für ihre Assimilation in die amerikanische Gesellschaft gezahlt haben.
Der Zusammenschluss der angepassten jüdischen Bürger zur Abwehr gegen Tzuref, den heimatlosen Fremden, enthüllt in dieser Kurzgeschichte Roths zugleich die sozialen Anpassungsmechanismen und ihre Strukturen im jüdischen Assimilationsprozess der amerikanischen Nachkriegsgesellschaft. Die jüdischen Bewohner Woodentons artikulieren in ihrem Bemühen, die eigene gesellschaftliche Position zu definieren, zugleich ihre eigenen Wertvorstellungen und Auffassungen in einer immer deutlicher und pointierter werdenden Form, die sich mit der Begriffswelt Tzurefs, des Fremden, zunehmend als völlig unvereinbar erweist.
Das Mandat Elis, Tzuref zum Wegzug bzw. zur Schließung seiner Jeshiva zu veranlassen, rechtfertigen sie aus bestimmten vorgeprägten Vorstellungen von Fortschrittlichkeit, Modernismus und Wissenschaftlichkeit, die sich jedoch Tzurefs existentiell begründeter Argumentation gegenüber als, wie Hellweg schreibt, „bedeutungslose und leere Begriffshülsen“ erweisen.
„Sag diesem Tzuref, wie weit wir es gebracht haben, Eli. Wir sind eine moderne Gemeinde, Eli, wir haben Familie, wir zahlen Steuern. [...] Wir leben im Zeitalter der Wissenschaft, Eli. [...] Bei uns wird‘s keine Pogrome geben. Stimmt‘s? Weil‘s hier keine Fanatiker gibt, keine Verrückten [...] Die [d.h. Tzuref und seine Schüler] lassen sich doch nicht von der Vernunft leiten. Eine tote Sprache sprechen - ist das etwa vernünftig? Seine Leiden so aufzubauschen, dass man zeitlebens immer nur oi-oi-oi jammert - zeugt das von gesundem Menschenverstand?“.
Eli greift diese Argumente in seinem Brief an Tzuref auf:
„Wie mir scheint, sind es vor allem die Stadtbesuche des Herrn mit dem schwarzen Hut, schwarzen Anzug etc., die meine Mitbürger stören. Woodenton ist eine fortschrittliche Gemeinde, deren Einwohner, Juden wie Christen, darauf bedacht sind, ihren Familien ein Höchstmaß an Schönheit, Komfort und Freude zu bieten. Schließlich leben wir im 20. Jahrhundert, und so dürfen wir wohl von den Mitgliedern unserer Gemeinde erwarten, dass sie sich in ihrer Kleidung der Zeit und dem Ort anpassen. [...] Um diese Anpassung möglich zu machen, mussten sowohl Juden als auch Christen einige ihrer auffallendsten Gewohnheiten aufgeben“.
Hellweg zufolge ist dies „ein Teil des liberalen Assimilationsvokabulars, das als das ideologische Instrumentarium einer progressiven, auf ’pursuit of happiness‘ programmierten, aus Konformismus zur Toleranz geltenden Gesellschaft“ verstanden werden kann. Die beiden auffälligen Begriffe der Progressivität und des Modernismus erhalten in dem Brief jedoch einen logisch-manipulativen Bedeutungswandel, da nur einige wenige Konnotationen, die damit verknüpft sind, als gültig anerkannt werden und beide Begriffe ausschließlich dazu verwendet werden, eine bestimmte Gruppe abzugrenzen und ihre Interessen zu bewahren. Der in beiden Begriffen enthaltene Anspruch grenzt eine Gruppe ein, während eine andere ausgeschlossen wird. Ein „Fremder“, der Progressivität und Modernismus als positive Werte nicht kennt oder anerkennt, wird als Feind dieser Ordnung, als Ausgeschlossener oder „outcast“ gesehen.
Der Versuch der jüdischen Bürger, ihre eigene Stellung in der amerikanischen Nachkriegsgesellschaft zu definieren und sich von denen abzugrenzen, die sie als nicht dazu gehörig erleben, spiegelt jedoch gleichzeitig die Unsicherheit der assimilierten Juden in ihrer gesellschaftlichen Zugehörigkeit und ihren sozialen Wertvorstellungen. So äußert Eli am Schluss des Briefes den Hinweis, dass das gute Einvernehmen mit den amerikanischen Christen erst seit kurzem hergestellt sei. Die jüdischen Anwohner von Woodenton sind nun allerdings überzeugt, endlich eine wirkliche neue Heimat gefunden zu haben, und glauben an die Erfüllung des American Dream, dass die Minderheiten in der Mehrheit aufgenommen werden bzw. aufgehen.
Roths Erzählung thematisiert hier die Problematik des Identitätsbewusstseins der jüdischen Gemeinde Woodentons, das auf Auffassungen beruht, die klischeehaft sind und denen bloße Vermutungen oder Vorurteile zugrunde liegen. Die Kurzgeschichte Eli, der Fanatiker enthüllt den „Komplex“ der assimilierten Juden und spiegelt dementsprechend deren eigene Unsicherheit, ob die Mehrheit der Amerikaner sie wirklich und endgültig als gleichberechtigt akzeptiert. Je stärker ihre eigene Unsicherheit ist, umso mehr drängen sie auf Selbstbestätigung und Anerkennung der mit der Assimilation übernommenen neuen Wertvorstellungen. Diese bilden zugleich die Grundlage der Realität, in der sie leben, und ihres Selbstverständnisses, das sie in diese Realität projizieren. Ihre neue Identität haben sie nur dadurch erlangt, dass sie die (stereotypen) Auffassungen als wünschenswerte Verhaltensformen übernommen haben. Als „moderne“ Juden stellen sie derart ihre Bereitschaft zur Kooperation sowie zur Konformität unter Beweis und begreifen sich selber als progressiver Bestandteil der amerikanischen Gesellschaft.
Das Selbstverständnis und auf Ausgleich zielende Selbst- und Realitätsbewusstsein der assimilierten jüdischen Gemeinde wird in Roths Erzählung durch das Auftreten eines Fremden beeinträchtigt bzw. aufgeschreckt, der „aus einer ungebrochenen Glaubenstradition lebt, die für sie allenfalls noch als Konvention besteht“. Aus Tzurefs Sicht sind die „gentiles“ (d. h. die Nichtjuden) schlicht nur „goyims“; für ihn ist das 20. Jahrhundert mit all seinen fortschrittlichen oder aufklärerischen Momenten einfach nur das 58. Jahrhundert jüdischer Zeitrechnung und das bürgerliche Gesetz dementsprechend letztlich nur „Schande“, „biegsam“, damit jedoch letztlich bedeutungslos.
Für die jüdischen Bewohner Woodentons sind jedoch nicht primär die in Worten ausgesprochenen Ansichten Tzurefs anstößig. Selbst die Sorge, dass die Schüler seiner Jeshiva künftig ihren Töchtern nachstellen könnten, ist nicht annähernd so abschreckend wie das Auftreten und die Erscheinung des Faktotums, der für sie die Verkörperung eines „religiösen Fanatikers“ darstellt. In dem Hausdiener spiegeln sich nach Hellwegs Deutung „Befürchtungen und Zwangsvorstellungen [...], die seine amerikanischen Glaubensgenossen in ihrem Inneren tragen und verborgen halten wollen: daß das Bild, das der Diener der Öffentlichkeit bietet, mit dem Urbild oder Ebenbild ihrer selbst übereinstimmen und daß die Mehrheit dies Bild der Minderheit“ übernehmen könnte. Damit fühlen sie sich, wie Hellweg weiter ausführt, aus ihren „Wunschträumen, so sein zu können und zu dürfen wie die ’anderen‘“ aufgeschreckt und zur Abwehr gezwungen. Ihre Sehnsucht, die eigene Identität selbst wählen und bestimmen zu dürfen, wird durch die ihnen dann möglicherweise aufgezwungene Identifizierung mit dem osteuropäischen Vorbild gefährdet; die weiteren Folgen einer strikten Beachtung des jüdischen Gesetzes und Glaubens würde sie möglicherweise in eine Art Getto-Dasein zurückdrängen. Als Verfechter des modernen Zeitalters der Wissenschaft und Aufklärung sind sie den Fragen der jüdischen Religion und des jüdischen Glaubens gegenüber jedoch weitgehend indifferent.
So schickt beispielsweise Ted Heller seine Tochter zum Religionsunterricht in die Nachbargemeinde; die biblischen Geschichte von Abrahams Gottesopfer des eigenen Sohnes, von der sie dort erfährt, führt jedoch zu Alpträumen; für Ted Heller ist die Religion bloßer Aberglaube und eine Zuflucht für Menschen, die die moderne Realität nicht ertragen können und im Leben scheitern. Dementsprechend ist für ihn wie auch für die übrigen jüdischen Bewohner Woodentons der erfolgreiche Abschluss ihres Assimilationsprozesses das Resultat ihrer eigenen Lebenstüchtigkeit und ihres eigenen Realitätssinnes.
Durch ihre mühsam erreichte Assimilation haben sie das Glück erworben, furchtlos in Frieden, Sicherheit und materiellem Wohlstand leben zu können:
„Was für ein unglaublicher Frieden. Waren die Kinder jemals so sicher in ihren Betten gewesen? Hatten Eltern sich jemals so satt essen können? So selbstverständlich ihr warmes Bad genießen dürfen? Niemals. [...] Auch die von Mauern umgebenen Städte hatten es nie so gut gehabt. Kein Wunder also, dass die Bürger von Woodenton alles so erhalten wollten, wie es war. Hier gab es Frieden und Sicherheit. Das war es, worauf die Zivilisation jahrhundertelang hingearbeitet hatte.“
Ebendiese Gedanken beschäftigen Eli, als er das Paket mit dem neuen Anzug für den Hausdiener zu Tzuref bringen will. Das mühevoll errungene neue Glück könnte zerstört werden, wenn die jüdische Gemeinschaft erneut zu einem Identitätswechsel gezwungen würde. Die an ihn gerichteten dringenden Mahnungen seiner jüdischen Mitbürger, alles zu unternehmen, um Tzuref mit seiner Talmudschule zum Verlassen Woodentons zu bewegen, liegen in dieser Sorge oder Befürchtung begründet.
Die Angst vor einem möglichen Verlust dieses Glücks belastet ebenfalls die Beziehung Elis zu seiner Frau Miriam:
„Immer, wenn alles lange Zeit friedlich war, immer, wenn wir gerade hübsch und angenehm leben und hoffen, noch glücklicher zu werden. Wie jetzt. Es ist, als dächtest du, wir verdienten nicht, glücklich zu sein.“
Die durch Anpassung erlangte Identität wird hier „verinnerlicht“ erlebt und durch das Schuldgefühl, dieses Glück nicht wirklich verdient zu haben, in Zweifel gezogen; sowohl Eli als auch seine Frau scheinen unter diesem Schuldgefühl zu leiden; die wiederholten Anspielungen in der Erzählung auf Elis vorangegangene Nervenzusammenbrüche deuten dies gleichermaßen an.
Eli wird von Tzuref gefragt, ob er und seine Frau das Wort „Leiden“ überhaupt erkennen. Ihr beider Leiden unterscheidet sich indes völlig von dem, was Tzuref darunter versteht: Eli leidet an der Vorstellung, die Anforderungen des Anwaltsberufs und des Lebens allgemein nicht voll erfüllen zu können; seine Frau hat „eine Art Ödipus-Erlebnis“ mit dem noch ungeborenen Baby. Hilfe zur Bewältigung ihrer Probleme oder Komplexe findet Miriam in ihrer psychoanalytischen Therapie; das Interesse an der Psychoanalyse hat sie bereits mit in die Ehe gebracht, wie auch einen Liegestuhl und ein noch drei Monate gültiges Abonnement auf den New Yorker - Roths ironisch eingesetztes Zeichen einer aufgeklärten und progressiven Gesinnung Miriams.
Sie sucht fortwährend Analytiker auf und empfiehlt auch Eli eine Behandlung, damit er über seine inneren Konflikte und Schuldgefühle hinwegkomme. Nach ihrer Auffassung ist es die Aufgabe der Psychoanalyse, Störungen in der Anpassung an das gesellschaftliche Umfeld und die dadurch bedingte persönliche Labilität zu beheben. Derart wird die Psychoanalyse zum „Stabilisierungsfaktor für Fehlleistungen im Assimilationsprozeß“, die das „häusliche Glück“, die „Ordnung und Liebe in ihrer persönlichen Welt“ und damit die wesentlichen Bezugspunkte ihres Realitätserlebens zwanghaft werden lassen.
Elis bisheriges Selbstbewusstsein wird durch die Begegnung mit Tzuref und seinem Faktotum verändert und gefährdet. Das Mandat seiner Mitbürger macht ihn zu deren Vertreter und beinhaltet seine Parteinahme für ihre Belange und Interessen. Als Anwalt hat er jedoch schon zuvor häufig den Wunsch verspürt, ebenso die andere Seite vertreten zu können:
„Zu oft wünschte er, dass er die Gegenpartei zu vertreten hätte; wenn das aber der Fall gewesen wäre, so hätte er nichts sehnlicher gewünscht, als auf die andere Seite zurückzukehren.“
In Eli personalisiert sich die Doppelung, der Wunsch bzw. das Verlangen, zugleich er selbst und ein anderer zu sein. Dieses Verlangen ist latent gleichermaßen in der Gruppe der jüdischen Bewohner von Woodenton vorhanden, als deren Exponent Eli sich sieht. Für Eli ergibt sich daraus die Schlussfolgerung, es müsse auch möglich sein, andere Menschen zu einer Identifizierung mit dieser Gruppe zu bringen, d. h. gleichsam eine Konvertierung zu veranlassen in der doppelten Bedeutung des Wortes als Ein- oder Anpassung und auch Bekehrung, wie sein Gespräch mit seinem Freund Ted Heller zeigt.
Seine eigene Konvertierung, d. h. sein Wunsch, ein anderer zu werden, um den Zwängen zu entgehen, ist groteskerweise mit einer Verkleidung verknüpft, die in der Außenperspektive sein Bestreben nach einem Rollentausch zum Ausdruck bringt. Der Anblick der ihm von dem Faktotum überlassenen schwarzen Kleidung ist für ihn ebenso faszinierend wie überwältigend und stellt für ihn eine unwiderstehliche, zwingende Versuchung dar, der er nachgibt, ohne weiter darüber nachzudenken. In der Kostümierung erscheint sein anderes Ich, sein Spiegelbild. Zugleich übernimmt er mit der anderen Kleidung die Verhaltensweisen ihres bisherigen Trägers und begrüßt seine Freunde und Bekannten nun mit „Schalom“. Er gerät in den Bann des abgetragenen schwarzen Tuchs; die Grenzen seiner eigenen Identität verschwimmen zusehends.
Als er dem Faktotum leibhaftig gegenübersteht, äußert sich sein verwirrter Bewusstseinszustand:
„Auf einmal überkam ihn das merkwürdige Gefühl, er bestehe aus zwei Menschen. Oder er sei ein Mensch in zwei Anzügen.“
Diese einer Offenbarung ähnelnde Erkenntnis drängt ihn dazu, sich in seiner neuen, veränderten Identität auch in der Öffentlichkeit zu zeigen, um sich bestätigt zu sehen. Für seine Freunde und jüdischen Bekannten ist dieses Erscheinen und Verhalten Elis jedoch äußerst unangenehm und ärgerlich; sie tun es als einen erneuten „Nervenzusammenbruch“ Elis ab und versuchen es durch eine solche rationale Klassifizierung zu verdrängen. Elis Annahme, ein anderer geworden zu sein, trifft auf die Erkenntnis, dass er tatsächlich ein anderer geworden ist, nämlich Vater.
Während des Besuches seiner Frau und seines soeben geborenen Sohnes in der Klinik versuchen seine Freunde und Mitbürger am Schluss der Erzählung in gleichsam paradoxer Weise, Eli – der den Zwängen des modernen Zeitalters entkommen möchte – mit den Zwangsmitteln der modernen Medizin seine ursprüngliche Identität zurückzugeben.

## Erzählform, Motive, Symbole und deren Bedeutung
Die Struktur und Thematik dieser Kurzgeschichte Roths erscheinen auf den ersten Blick „einfach, zielgerichtet und auf die Schlußpointe hin konzipiert zu sein“ und enthalten damit alle typischen Charakteristika der für diese literarische Gattung klassischen short story. Das Geschehen wird aus der personalen Erzählsituation „gekonnt, zügig und glatt“ dargeboten. Die Kunst dieser Erzählung Roths zeigt sich insbesondere in der Darstellung des Vorgangs, die von den Begegnungen Elis mit Tzuref zu denen mit seiner Frau Miriam bzw. zu den Telefonaten mit seinen Auftraggebern und Freunden wechselt.
Die Atmosphäre des Geschehens wird symbolisch aufgeladen, als Woodenton durch grelles Licht, das Schulhaus jedoch durch Dunkelheit gekennzeichnet werden.
In der Geschichte sind zahlreiche mit scheinbar leichter Hand geschriebene Elemente, Motive und Chiffren verwoben, deren Auflösung ein „eigenartiges, vielfältig verschlungenes und tiefer reichendes Bedeutungsmuster“ sichtbar werden lässt. Die auftretenden Figuren sind weitgehend typisiert und nicht als Individuen gezeichnet; sie repräsentieren jeweils eine Gruppe mit ihrer spezifischen Denkweise; die Handlungsmomente enthalten symbolisierende Verweise und Bezüge.
Die derart verschlungenen Elemente und Motive erzeugen eine spezifische Welt fiktionaler Wirklichkeit, in der „Anspielungen, Andeutungen und Assoziationen mit projizierten stereotypen Vorstellungen“ zusammentreffen. Elie, the Fanatic gewinnt so in der für eine short story notwendigen Verkürzung ein eigenständiges Profil und eine hintergründige Bedeutung.
Der Name „Eli“, der im Hebräischen die Bedeutung von „aufsteigen“, „emporsteigen“ oder „erhaben“ hat, verweist auf die altjüdische Geschichte und Tradition. So berichtet das Buch Samuel von Eli, dem Tempelpriester, dem Richter im Volke Israel und Lehrer des Propheten Samuel, der als solcher als Bewahrer und Fortsetzer des jüdischen Glaubens gilt. Zugleich verweist der Name auf den Hilferuf aus Psalm 22,2 hin: „Mein Gott, mein Gott, warum hast Du mich verlassen ...“, der auch als letztes Wort Christi am Kreuz überliefert ist.
„Eli Zion“ ist ebenfalls der Anfang von Klageliedern, die am Trauertag in der Synagoge rezitiert werden, so dass der Titelname durch unterschiedliche bedeutungstragenden Anspielungen bestimmt ist. Ebenso enthält der Name „Tzuref“ offensichtliche Andeutungen. Im Jiddischen bedeutet Tzuref nach der Übersetzung von Allen Guttman „trouble“ (dt. etwa „Leid“ oder „Sorge“). Darüber hinaus kann der Name mit dem russischen Wort tschur in Verbindung gebracht werden, das als veraltet gilt und die von einem Priester laut vorgelesenen Schlussworte eines Gebetes bezeichnet, durch die unreine Kräfte gebannt werden sollen. Diese Deutung des Namens würde demgemäß zugleich auf die durch das zaristische Regime den Juden unter Zwang zugewiesenen Familiennamen verweisen, wobei die Familie Tzuref in einer solchen Deutung dann ironischerweise mit einem Begriff aus der Liturgie einer der christlichen osteuropäischen Kirchen benannt worden ist. Der Name würde damit eine Beziehung zur Geschichte des Judentums in der Zerstreuung herstellen.
Tzuref ist zudem ohne die Tradition des Chassidismus kaum vorstellbar; er ist damit ein geistiger Nachfahre der Chassidim, der Frommen, die im 18. Jahrhundert den Glauben der jüdischen Gemeinden in Osteuropa zu erneuern versuchten. Daher ist für Tzuref die alltägliche Wirklichkeit, wie sie sich in seinem Treffen mit Eli Peck zeigt, von untergeordneter Bedeutung; das Einhalten der bürgerlichen Gesetze und die Anpassung an die modernen Normen oder Werte des normalen Alltags der amerikanischen Gesellschaft spielen für ihn keine Rolle, da sie nur der Aufrechterhaltung ebendieser gesellschaftlichen Ordnung, nicht aber der Autorität Gottes dienen.
Auch der Name der Vorstadt Woodenton ist symbolisch aufgeladen: er verweist auf die ruhige Lage im Wald und ruft Assoziationen von einem friedlichen, harmonischen Leben in ländlicher Gegend hervor. Woodenton gehört zu den neueren suburbs (dt. Vororten), die so weit von der nächsten größeren Stadt entfernt liegen, dass Eli beispielsweise täglich drei Stunden für die Fahrt in sein Büro benötigt. Ebenso könnte der Name symbolisch auf die „verholzte“ („wood“, dt. „Wald, Holz“), d. h. starrsinnige oder bornierte Denkweise bzw. Haltung der Bewohner deuten. Die Darstellung der Ereignisse in Eli, der Fanatiker erhält auf diese Weise in vielfältiger Hinsicht eine tiefere Bedeutung.

## Werkgeschichtlicher Hintergrund
Roths Kurzgeschichte greift zurück auf einen tatsächlichen Vorfall, der sich 1948 in Westchester County, New York, ereignete. Als Vorlage für seine Geschichte nutzte Roth wahrscheinlich einen essayistischen Bericht über das dortige Geschehen, der unter dem Titel “The Yeshiva Comes to Westchester: The Legalistic Hedges of Suburbia” von Herrymon Maurer ebenfalls in der Zeitschrift Commentary exakt ein Jahrzehnt vor der Erstveröffentlichung von Roths Erzählung in dem Magazin erschienen war.
Die unverkennbaren Übereinstimmungen in verschiedenen Details beider Texte zeigen, dass Roth offensichtlich Maurers Essay als Quelle und Inspiration für seine Kurzgeschichte nutzte. Zugleich geben die erheblichen Unterschiede zwischen dem Essay und der fiktionalen Umformung in Eli, the Fanatic jedoch Einblick in Roths Imaginationsvermögen und sein kreatives Schaffen: Die realen Ereignisse werden in der Kurzgeschichte eindrucksvoll satirisch umgestaltet und zu einer allegorischen Parabel mit zeitloser Relevanz überhöht.
Roth publizierte insgesamt drei unterschiedliche Fassungen seiner Erzählung. Die erste Fassung erschien im April 1959 im Magazin Commentary. Fünf Monate später wurde die Erstausgabe der Sammlung Goodbye, Columbus and Five Short Stories vom Houghton Mifflin Verlag veröffentlicht. In dieser Buchausgabe von Eli, the Fanatic nahm Roth nicht nur diverse kleinere Veränderungen im Stil vor, sondern überarbeitete mehrere Stellen grundlegend und erweiterte die Geschichte vor allem in den Schlusspassagen.
Im Anschluss an die Erstausgabe von Goodbye, Columbus and Five Short Stories revidierte Roth die Kurzgeschichte erneut. In dieser dritten Fassung übernahm er den Großteil der vorherigen stilistischen Veränderungen, setzte jedoch die meisten Stellen, die er zwischenzeitlich substantiell verändert hatte, wieder auf die ursprüngliche Fassung im Commentary zurück. Diese autorisierte dritte Version der Kurzgeschichte findet sich in allen nachfolgenden Ausgaben von Goodbye, Columbus and Five Short Stories sowie späteren Nachdrucken von Eli, the Fanatic.  Die Anfangs- und die Endfassung der Geschichte unterscheiden sich vor allem in der Datierung der Handlung: Während die Kurzgeschichte in der ursprünglichen Version im Commentary im Mai 1953 spielt, wird die Handlung in der Endfassung fünf Jahre früher auf Anfang Mai 1948 datiert; das Geschehen in der endgültigen Fassung der Erzählung spielt also während der letzten Woche des britischen Mandats in Palästina, wenige Tage vor der Gründung des Staates Israel am 14. Mai 1948.

## Wirkungsgeschichte
Die durch den Titel aufgeworfene Problematik, was Elis Fanatismus denn eigentlich prägt und wodurch sein Identitäts- oder Sinneswandel eigentlich ausgelöst wurde, lässt sich aufgrund der Offenheit der Schlusspassage erst klären, wenn diese Erzählung von Roth in einer umgreifenderen Analyse im Kontext seines Gesamtwerkes betrachtet wird. Ebenso kann die Frage, ob Eli wirklich am Ende seine Identität verloren hat und verrückt geworden ist oder aber an dieser Stelle seine wahre Identität gefunden hat, allein im Rahmen einer Deutung des Rothschen Gesamtwerks beantwortet werden.
In Eli, der Fanatiker geht es Roth wie auch in seinen anderen Romanen und Erzählungen vorrangig um die Frage nach der heutigen jüdischen Identität in der Schwebe zwischen der Annahme des Überkommenen, d. h. der Konformität, und der Behauptung der Eigenheit des Einzelnen, d. h. seiner Individualität. Ebenso wie z. B. Neil Klugman in Goodbye, Columbus oder Alexander Portnoy in Portnoys Beschwerden über die Frage der Anpassung an die nicht-jüdische Umgebung und die Identifizierung mit der eigenen Herkunft und Geschichte nachsinnen, stellt Roth in dieser Kurzgeschichte die Frage nach der Identität des Menschen und ihrem möglichen Verlust, nach dem „Eigentlichen“ oder „Wahren“ des jüdischen Lebens in der modernen (amerikanischen) Gesellschaft. Die Spannung zwischen den Polen der Assimilation und der Bewahrung der jüdischen Tradition und Überlieferung grenzt hier an das Groteske und kann den Einzelnen um den gesunden Menschenverstand bringen.
In der literaturwissenschaftlichen Analyse und Deutung von Eli, der Fanatiker wird die fiktionale Wirklichkeit, die Roth in dieser Erzählung entwirft, als ein „brillantes Bild“ gesehen, das sich  - ohne der „Stringenz und inneren Folgerichtigkeit“ zu entbehren - aus dem Grundmuster des Gegensatzes zwischen dem Fremden und einer geschlossenen Gesellschaft und der daraus folgenden Widersprüche ergibt.
Roth versucht die „Wirklichkeit“ dieses Widerspruchs genauer zu fassen und zu verdeutlichen, indem er „Vorstellungen und Vermutungen der Beteiligten ins Spiel bringt und damit eine von Vorurteilen, Stereotypen und Cliché-Vorstellungen geprägte Welt aufbaut“, die der „Phantastik der von uns allen erfahrenen Fakten-Wirklichkeit in nichts“ nachsteht. Auf diese Weise gelingt es Roth, den „Eindruck der Enge und geistigen Leere […] der gehobenen Mittelschicht Woodentons“ zu erzeugen.
Viele jüdische Kreise haben dementsprechend Roths Darstellung als Mimesis ihrer eigenen gesellschaftlichen Realität (miss-)verstanden und Roth eine „Nestbeschmutzung“ der jüdischen Gemeinschaft vorgeworfen.
Die international anerkannte amerikanisch-israelische Literaturwissenschaftlerin Hana Wirth-Nesher betrachtet demgegenüber in einer 2001 erschienenen Analyse Roths Kurzgeschichte nicht nur als brillant gestaltete Satire über das moderne jüdische Leben, sondern betont zugleich die existenzielle  Bedeutung der Erzählung für Roth als „Fabel für seine Zeit“ („fable of his time)“ und sieht in der Erzählung eine universelle Allegorie über das Judentum und Menschsein in der Moderne.
Auch S. Lillian Kremer lobt die Erzählung in ihrem enzyklopädischen Überblick über die Holocaust-Literatur aus dem Jahre 2003 und bezeichnet sie als beste Geschichte in der Sammlung Goodbye, Columbus.

## Aktuelle Ausgaben
- Eli, the Fanatic. In: Philip Roth: Goodbye, Columbus and Five Short Stories. Houghton Mifflin Verlag, Boston 1989, ISBN 0-395-51850-4. (englischer Originaltext)
- Eli, der Fanatiker. In: Philip Roth: Goodbye, Columbus. Ein Kurzroman und fünf Stories. Deutsch von Herta Haas. Hanser, München 2010, ISBN 978-3-446-23065-1. (deutsche Übersetzung)

## Sekundärliteratur
- Heiner Bus: Philip Roth · Jüdische Tradition als Irritation und Ausweg aus der Krise. In: Hubert Zapf (Hrsg.): Amerikanische Literaturgeschichte. 2. akt. Auflage, Metzler, Stuttgart / Weimar 2004, ISBN 3-476-02036-3, S. 448–451, hier vor allem S. 148f.
- Thomas David: Philip Roth. Rowohlts Monographien. Rowohlt, Reinbek 2013, ISBN 978-3-499-50578-2, S. 60ff.
- James Duban: Arthur Koestler and Meyer Levin: The Trivial, the Tragic, and Rationalization Post Factum in Roth’s “Eli, the Fanatic”. In: Philip Roth Studies, Volume 7, Number 2, veröffentlicht von der Purdue University Press im Herbst 2011, S. 171–186.
- Steven Fink: Fact, Fiction, and History in Philip Roth’s “Eli, the Fanatic”. In: MELUS: Multi-Ethnic Literature of the U.S., Vol. 39, No. 3, Oxford University Press 2014, S. 89–111.
- Martin Hellweg: Philip Roth, “Eli, the Fanatic” (1959). In: Peter Freese (Hrsg.): Die amerikanische Short Story der Gegenwart: Interpretationen. Schmidt Verlag, Berlin 1976, ISBN 3-503-01225-7, S. 215–225.
- Gottfried Krieger: Philip Roth. In: Martin Christadler (Hrsg.): Amerikanische Literatur der Gegenwart in Einzeldarstellungen (= Kröners Taschenausgabe. Band 412). Kröner, Stuttgart 1973, ISBN 3-520-41201-2, S. 129–154, hier vor allem S. 132f.
- Franz Link: “Eli, the Fanatic”, 1959. In: Franz Link: Amerikanische Erzähler seit 1950 · Themen · Inhalte · Formen. Schöningh, Paderborn 1993, ISBN 3-506-70822-8, S. 139f.
- Hannah Spector: The Cosmopolitan Imagination in Philip Roth’s “Eli, the Fanatic”. In: Journal of Curriculum Theorizing. Volume 27, Number 3, 2011, S. 224–238.
- Hanah Wirth-Nesher: Resisting Allegory, or Reading “Eli, the Fanatic” in Tel Aviv. In: Prooftexts, Volume 21, Number 1, veröffentlicht von der Indiana University Press, Winter 2001, S. 103–112.